# Dino Trabalzini

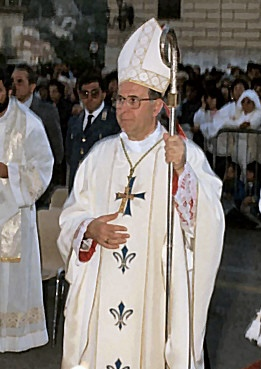
Dino Trabalzini

Dino Trabalzini (* 28. April 1923 in Montepulciano, Provinz Siena, Italien; † 14. Juli 2003 in Sacrofano, Metropolitanstadt Rom) war ein italienischer Geistlicher und römisch-katholischer Erzbischof von Cosenza-Bisignano.

## Leben
Dino Trabalzini empfing am 5. April 1947 die Priesterweihe. 
Papst Paul VI. ernannte ihn am 11. Februar 1966 zum Weihbischof in Rom und Titularbischof von Munatiana. Der Papst persönlich spendete ihm am 19. März  desselben Jahres die Bischofsweihe; Mitkonsekratoren waren Francesco Carpino, Offizial der Kongregation für die Bischöfe, und Ettore Cunial, Vizegerent für das Bistum Rom.
Am 28. Juni 1971 wurde Dino Trabalzini zum Bischof von Rieti-San Salvatore Maggiore ernannt. Zum Erzbischof von Cosenza e Bisignano wurde er am 18. März 1980 erhoben. Am 6. Juni 1998 nahm Papst Johannes Paul II. seinen altersbedingten Rücktritt an.